# آلن فورد
آلن فورد (انگلیسی: Alan Ford؛ زادهٔ ۲۳ فوریهٔ ۱۹۳۸) یک هنرپیشه اهل بریتانیا است. وی از سال ۱۹۷۳ میلادی تاکنون مشغول فعالیت بوده‌است.
از فیلم‌ها یا برنامه‌های تلویزیونی که وی در آن نقش داشته است، می‌توان به قاپ‌زنی، هوابرد، قفل، انبار و دو بشکه باروت، لیلیهامر، ترافیک پوست و جن‌گیر: آغاز اشاره کرد.